# Jean-Arnault Dérens
Pour les articles homonymes, voir Dérens et Jean Dérens.
Jean-Arnault Dérens, né le 14 avril 1968 à Watford (Royaume-Uni), est un historien et journaliste français, spécialiste des Balkans.

## Biographie
Jean-Arnault Dérens est agrégé d'histoire en 1993. Il enseigne en lycée à Quimperlé et à Nantes. Il est également ATER d'histoire médiévale à l'université de Bretagne Sud (Lorient) et à l'université de La Rochelle.
Parallèlement, il fréquente les Balkans dès la fin des années 1980. Il est très engagé dans les mouvements anti-guerre et la solidarité citoyenne avec la Bosnie-Herzégovine avec le groupe de Montpellier de l'Assemblée européenne des citoyens, puis avec les comités Citoyens, citoyennes pour la Bosnie-Herzégovine de Bretagne.
Il quitte l'enseignement en 1998, et s'installe à Cetinje, au Monténégro. Il crée, en septembre 1998, Le Courrier des Balkans, portail électronique francophone qui traite de l'actualité des pays de l’Europe du Sud-Est, dont il est le rédacteur en chef. Il partage sa vie entre les Balkans et la Bretagne.
Il est notamment le correspondant des médias La Libre Belgique, Le Monde diplomatique, Le Peuple breton, Le Temps, Ouest-France et RFI dans la région. 

## Publications

### Ouvrages
- 2000 : Balkans, la crise, Gallimard : Folio,    (ISBN 2-07-041305-5)
- 2006 : Kosovo, année zéro, Paris-Méditerranée,  Non Lieu,   (ISBN 2-84272-248-5)
- 2008 : Balkans, la mosaïque brisée, éditions Le Cygne,   (ISBN 978-2-84924-089-2)
- 2008 : Le piège du Kosovo (nouvelle édition de Kosovo, année zéro), éditions Non Lieu,  (ISBN 978-2-352-70040-1)
- 2023 : Montenegro, la mer de pierres, éditions Nevicata,  (ISBN 978-2-87523-211-3)
- 2025 : La géopolitique de l'orthodoxie: De Byzance à la guerre en Ukraine, Tallandier,  (ISBN 979-10-210-6167-5)

### En collaboration
- 2000 : Les conflits yougoslaves de A à Z, avec Catherine Samary, L’Atelier  (ISBN 2-7082-3532-X)
- 2007 : Comprendre les Balkans, avec Laurent Geslin (d), éditions Non Lieu  (ISBN 978-2-352-70025-8)
- 2010 : Voyage au pays des Gorani, avec Laurent Geslin (d), Cartouche,  (ISBN 978-2915842609)
- 2018 : Là où se mêlent les eaux. Des Balkans au Caucase dans l'Europe des confins, avec Laurent Geslin (d), La Découverte (prix Louis-Castex 2019 de l'Académie française).
- 2023 : Les Balkans en 100 questions, carrefour sous influences, avec Laurent Geslin, Tallandier.

### Direction d'ouvrages collectifs
- 2007 : Les Islams des Balkans, éditions Le Courrier des Balkans  (EAN 555-2-00-264801-8)
- 2007 : Migrants des Balkans, Le Courrier des Balkans,  (EAN 555-2-00-264802-5)
- 2009 : Bazars ottomans des Balkans  [Marylise Ortiz, J.-A. Dérens, Laurent Geslin (d) (dr)], éditions Non Lieu,  (ISBN 978-2-35270-060-9)
- 2009 : Syndicalisme et minorités dans les Balkans, Le Courrier des Balkans  (EAN 555-2-00-264803-2)